# Josef Jacobs
Josef Carl Peter Jacobs (ur. 15 maja 1894 w Kreuzkapelle, zm. 29 lipca 1978 w Monachium) – as lotnictwa niemieckiego z 48 zwycięstwami w I wojnie światowej. Należał do grona pilotów Balloon Busters.

## Życiorys
Urodził się w Nadrenii. Pierwszy kontakt z lotnictwem miał w 1912 roku w wieku 18 lat. W momencie wybuchu I wojny światowej został przydzielony do lotnictwa. Po ukończeniu szkolenia we Fliegerersatz Abteilung Nr. 3 w Gocie został skierowany do 11 Eskadry rozpoznawczej, gdzie służył przez rok. Pierwsze zwycięstwo odniósł 1 lutego 1916 nad samolotem. Wkrótce został przeniesiony do innej jednostki Fokkerstaffel West (FSW), w której pozostał do początku lutego 1917 roku. W tej jednostce odniósł kolejne dwa zwycięstwa. Po przeniesieniu do 22 Eskadry Myśliwskiej Jagdstaffel 22, w której pozostał do sierpnia 1917 roku odniósł kolejne 11 zwycięstw. W sierpniu 1917 roku Jacobs został przeniesiony do 7 Eskadry Myśliwskiej Jagdstaffel 7, w której pozostał, aż do końca wojny. W 7 Eskadrze osiągnął najwięcej zwycięstw. Do końca wojny liczba zwycięstw wyniosła 48. Wchodziły w nie zestrzelenia samolotów i balonów nieprzyjaciela.
Po zakończeniu walk z państwami trójporozumienia, Josef Jacobs walczył jeszcze do 1919 roku na Łotwie przeciwko wojskom bolszewickim.
Po wojnie na krótko został instruktorem lotnictwa i szkolił pilotów tureckich. Potem wycofał się ze służby wojskowej i prowadził własną firmę. Po dojściu do władzy Hitlera odmówił wstąpienia do Luftwaffe. Przed II wojną światową przeniósł się do Holandii, gdzie przebywał pod przybranym nazwiskiem do końca wojny. Po wojnie powrócił do Niemiec. Zmarł w Monachium w 1978 roku.

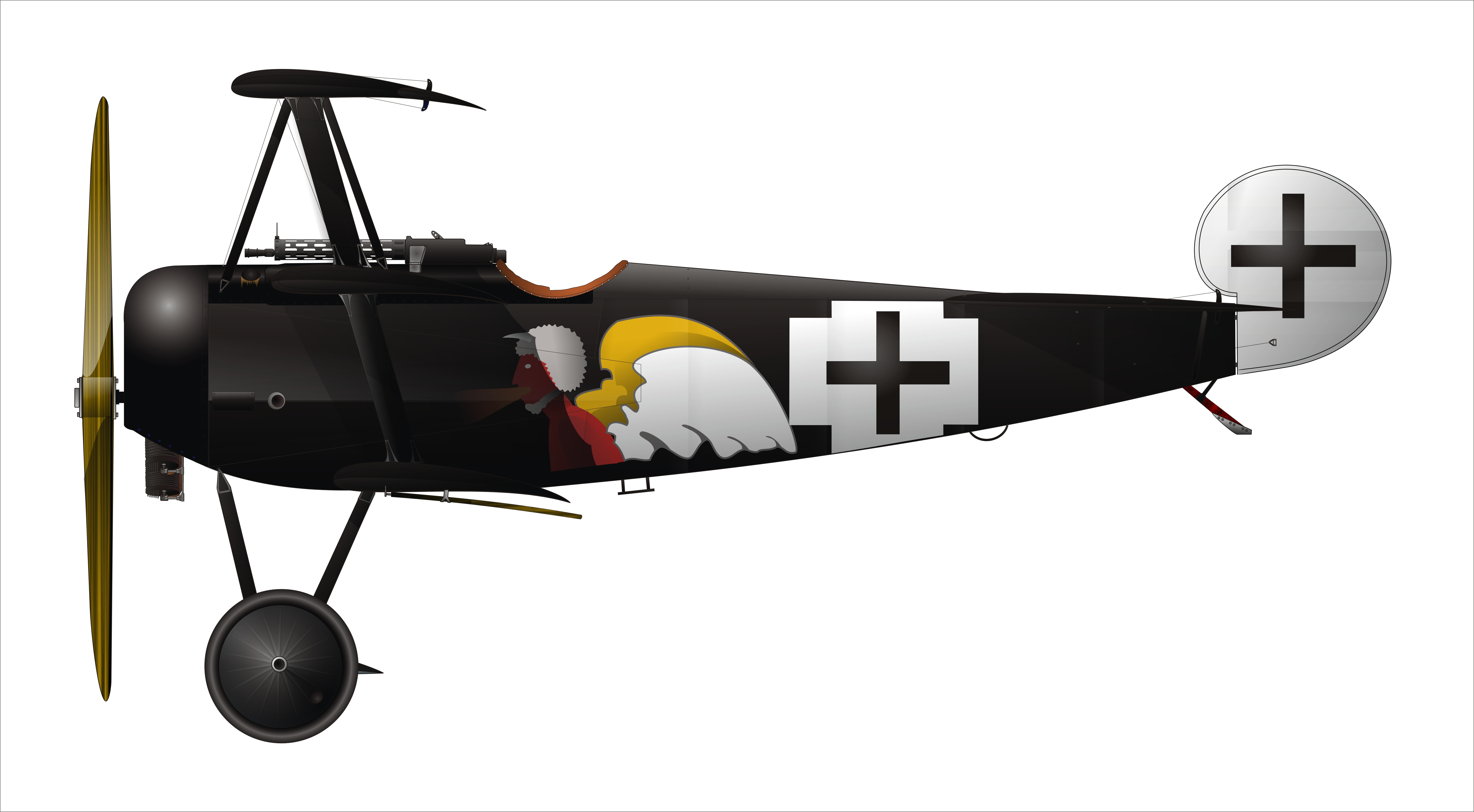
Samolot Fokker Dr.I z osobistym godłem Józefa Jacobsa

## Odznaczenia
- Pour le Mérite – 18 lipca 1918
- Krzyż Żelazny I Klasy
- Krzyż Żelazny II Klasy